# 2016 en els vols espacials
Aquest article és una llista d'esdeveniments de vols espacials relacionats que es van produir el 2016.
En aquest any es va veure inaugurar el cosmòdrom Oriental, a l'extrem oriental de Rússia el 28 d'abril de 2016 amb un vol tradicional del Soiuz-2.1a, abans de continuar amb la família de coets Angarà els següents anys. Llavors els xinesos van realitzar el vol inaugural del Llarga Marxa 7 des del centre de llançament de satèl·lits de Wenchang a l'illa de Hainan, al mar de la Xina Meridional el 25 de juny i el vol inaugural del Llarga Marxa 5 el 3 de novembre. Dos anys després de l'accident el 2014, el coet Antares va tornar a volar el 17 d'octubre amb una versió millorada anomenada versió 230 amb un motor rus RD-181.
Després de diversos intents fallits, SpaceX va començar a aterrar les primeres etapes de Falcon 9 en vaixells autònoms, acostant al seu objectiu de desenvolupar vehicles de llançament reutilitzables. La companyia va indicar que els motors i estructures recuperades no van patir danys importants i que planejaven llançar una missió amb una etapa prèviament utilitzada el gener de 2017.
La missió ExoMars, una col·laboració entre les agències espacials d'Europa i Rússia, es va posar en marxa el 14 de març i va arribar a Mart el 19 d'octubre.
Essencialment dedicat a investigacions d'astrobiologia, aquest vol va transportar l'ExoMars Trace Gas Orbiter que va arribar a l'òrbita de Mart i el mòdul de descens Schiaparelli que es va estavellar en aterrar. Un vol posterior previst per al 2020 transportarà l'astromòbil ExoMars juntament ambquatre instruments superficials estàtics.
Mentrestant, la sonda espacial japonesa Akatsuki va començar les seves observacions de Venus el maig després de passar cinc mesos ajustant gradualment la seva òrbita.
Les activitats d'exploració planetària van prendre el centre de l'escenari amb la posada en òrbita de la sonda Juno de la NASA a Júpiter el 4 de juliol, que va ser seguit pel llançament de la missió OSIRIS-REx de la NASA a l'asteroide 101955 Bennu el 8 de setembre. Finalment, el 30 de setembre, la sonda Rosetta va executar un aterratge deliberat al cometa 67P/Churyumov–Gerasimenko.
Entre les missions tripulades s'inclouen el retorn de Scott Kelly i Mikhail Kornienko el març, després d'una missió d'un any de durada a bord de l'EEI, l'estada més llarga de permanència continuada per astronautes a l'estació. Kelly també va establir el rècord de l'estada més llarga d'un estatunidenc en òrbita. Quatre expedicions a l'EEI des del 47 al 50 es van posar en marxa el 2016, el primer utilitzant l'última nau espacial Soiuz TMA-M i les tres següents inaugurant la modernitzada Soiuz MS. L'Expedició 50 continua en 2017. Es van planejar diverses EVAs per ajudar a mantenir l'exterior de l'EEI. L'hàbitat inflable experimental BEAM es va connectar a l'EEI el 16 d'abril i inflat el 28 de maig, per començar dos anys de proves en òrbita. Mentrestant, la Xina va llançar el seu nou laboratori espacial Tiangong-2 el setembre, que va ser visitat per dos astronautes durant un mes entre el 19 d'octubre i el 17 de novembre.

## Vols espacials tripulats
A finals de març Scott Kelly i Mikhaïl Kornienko van completar la seva estada amb una durada d'un any a bord de l'Estació Espacial Internacional destinat per estudiar els efectes d'una estada perllongada en condicions d'ingravidesa en el context de les missions a la Lluna o Mart. Cinc expedicions van tenir èxit el 2016 a bord de l'estació espacial expedició, de la 46 a la 50. Un total de 18 astronautes (només dues dones), 9 russos, sis americans, un japonès, un anglès i el francès Thomas Pesquet. Una nau espacial de càrrega Dragon d'SpaceX per abastir de combustible de l'estació espacial i transportar el mòdul inflable experimental BEAM que va ser acoblat al mòdul Tranquility. La Xina va situar en òrbita una segona còpia de la seva petita estació espacial Tiangong 2, el qual va ser posteriorment visitada.

## Exploració no tripulada

### Sondes interplanetàries

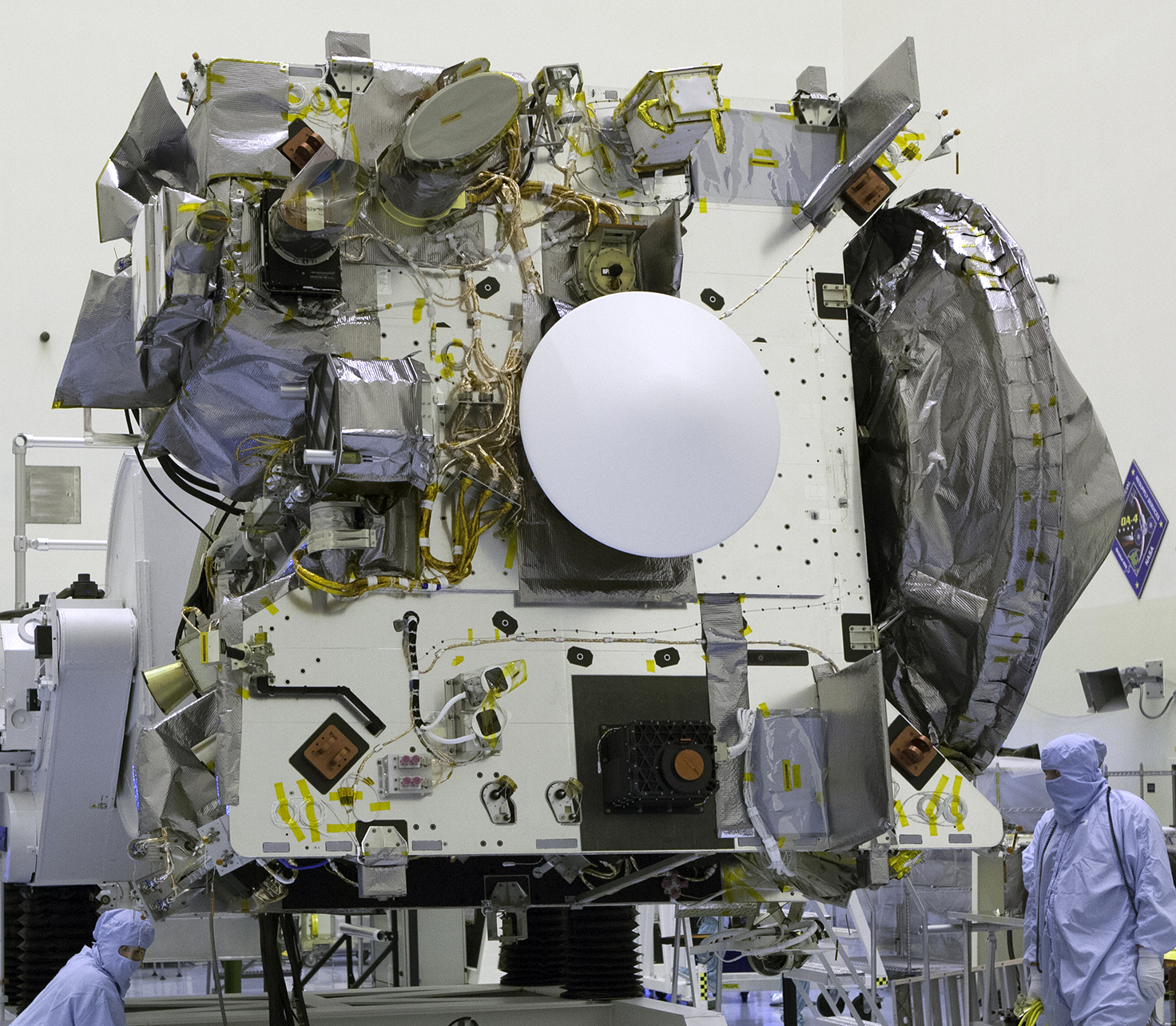
La sonda espacial estatunidenca OSIRIS-REx que té per objectiu principal transportar a la Terra una mostra de sòl de l'asteroide (101955) Bennu.

Dues sondes espacials van ser llançades el 2016 per tal d'explorar el sistema solar: part del Programa ExoMars. El ExoMars Trace Gas Orbiter i la sonda espacial OSIRIS-REx

#### Dawn
- Dawn arriba a una òrbita baixa al voltant de l'asteroide Ceres

#### New Horizons
- New Horizons va continuar transmetent dades quan va passar per sobre les llunes de Plutó i es troba en direcció a sobrevolar un petit cos del cinturó de Kuiper amb data d'arribada en 2020.

#### Rosetta i Philae
- Rosetta va acabar l'estudi del cometa 67P/Txuriúmov-Herassimenko quan va acabar estavellant-se el setembre de 2016.

#### Mart
- Una finestra de llançament a Mart va ser oberta el 2016. L'Agència espacial europea va llançar a aquest planeta una missió desenvolupada dins del marc del Programa ExoMars. A l'octubre, el ExoMars Trace Gas Orbiter va ser situat en òrbita al voltant de Mart per estudiar la seva atmosfera amb objectius similars a la missió MAVEN. Aquest orbitador també va transportar el ExoMars EDM, un mòdul de descens de prova que permetia a l'agència espacial de validar les tècniques utilitzades per aterrar sobre Mart. Però, es va estavellar contra el terra marcià després d'un error del seu sistema de control d'altitud en els últims segons de descens sobre la superfície.
- Set naus espacials van ser actives a Mart: els rovers Opportunity i Curiosity a la superfície del planeta, així com els orbitadors Mars Odyssey, MRO, MAVEN, Mars Express i Mars Orbiter Mission. Algunes d'aquestes naus espacials han passat de llarg de la seva vida útil (Mars Odyssey, Mars Express, Opportunity) però fins al 2016 van romandre encara actives.

#### Cassini
- Cassini-Huygens va continuar la seva missió per estudiar Saturn i els seus satèl·lits al voltant de la qual orbita.

#### Altres
A principis d'any, 15 sondes espacials van romandre actives en el sistema solar:
- La NASA va llançar el 2016 la sonda espacial OSIRIS-REx amb el principal objectiu portar a la Terra una mostra de sòl de l'asteroide (101955) Bennu.
- El juliol de 2016 la sonda espacial Juno de l'agència espacial estatunidenca va ser situada en òrbita al voltant de Júpiter. El seu objectiu principal és estudiar l'estructura interne del planeta gegant.
- La sonda espacial japonesa Akatsuki que va ser situada en òrbita al voltant de Venus a finals de 2015, va començar la recollida de dades sobre l'atmosfera d'aquest planeta
- Hi va haver tres naus espacials estudiant la Lluna. L'orbitador estatunidenc Lunar Reconnaissance Orbiter i dos naus espacials xineses : l'orbitador Chang'e 5 T1 i el rover Chang'e 3.
- La missió japonesa de retorn de recollida de mostres d'asteroide Hayabusa 2 va continuar el trànsit cap al seu objectiu.

Les fotos preses per les sondes espacials el 2016
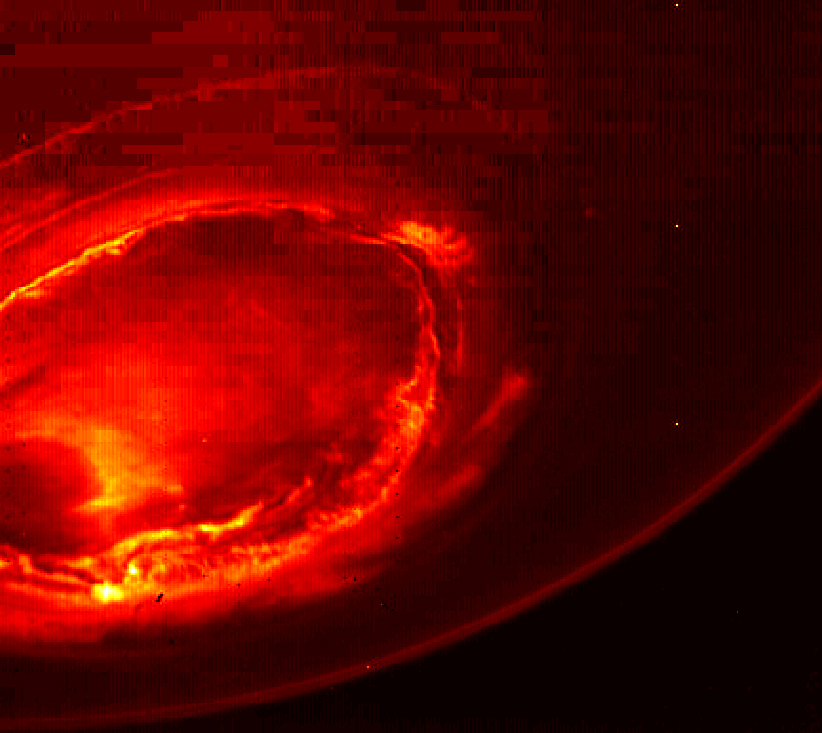
Aurores polars de Júpiter fotografiades en infraroig per la Juno.
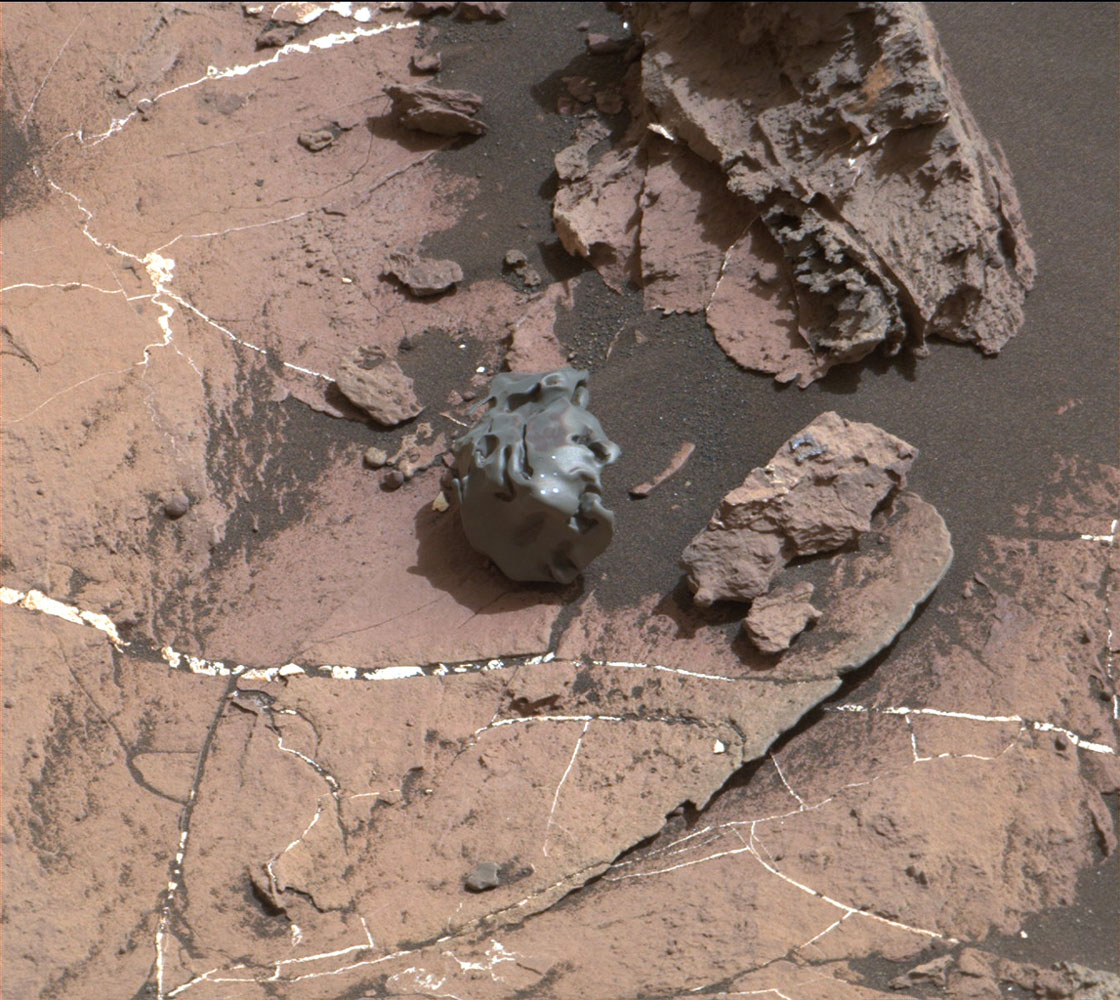
Meteorit fotografiat pel rover Curiosity en la formació sedimentària Murray en la superfície de Mart.
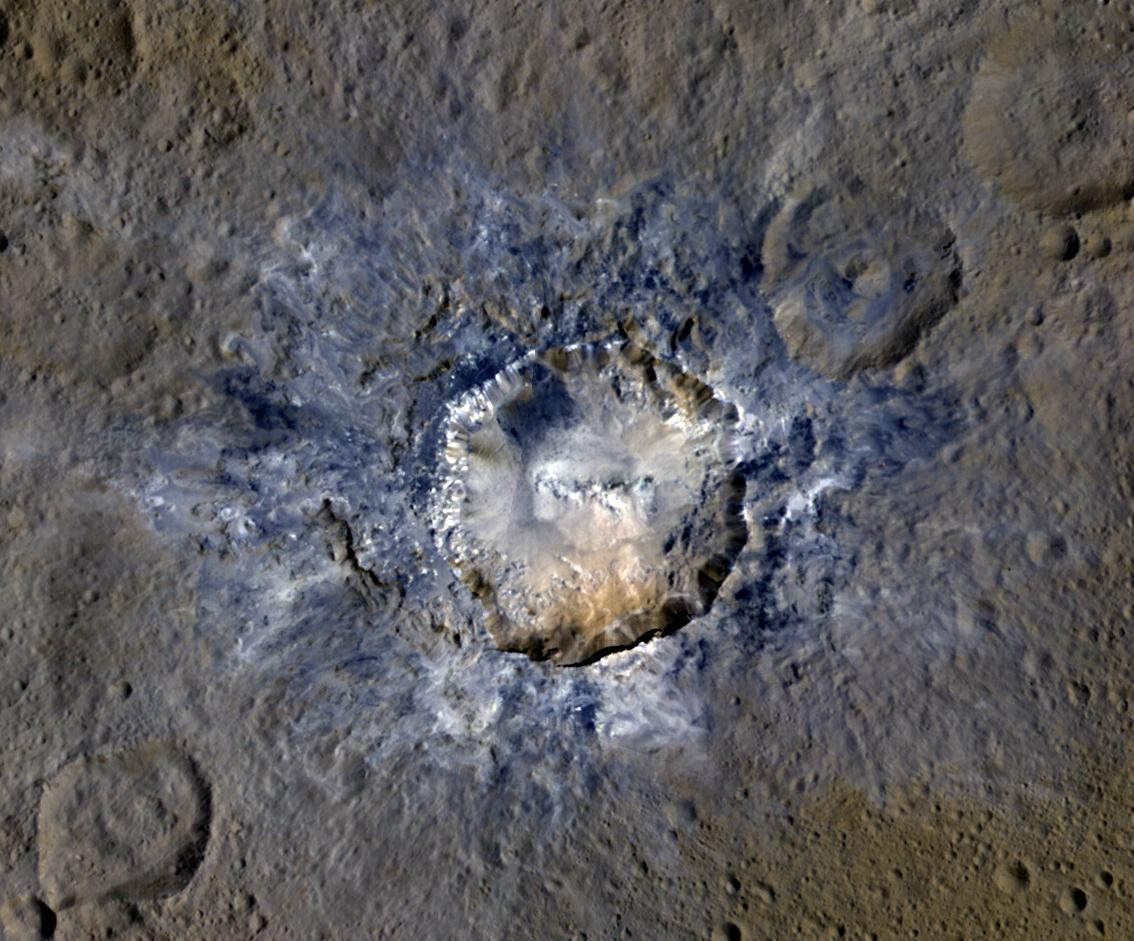
El cràter Haulani sobre l'asteroide Ceres fotografiat per la Dawn i convertida en color fals.

### Satèl·lits científics

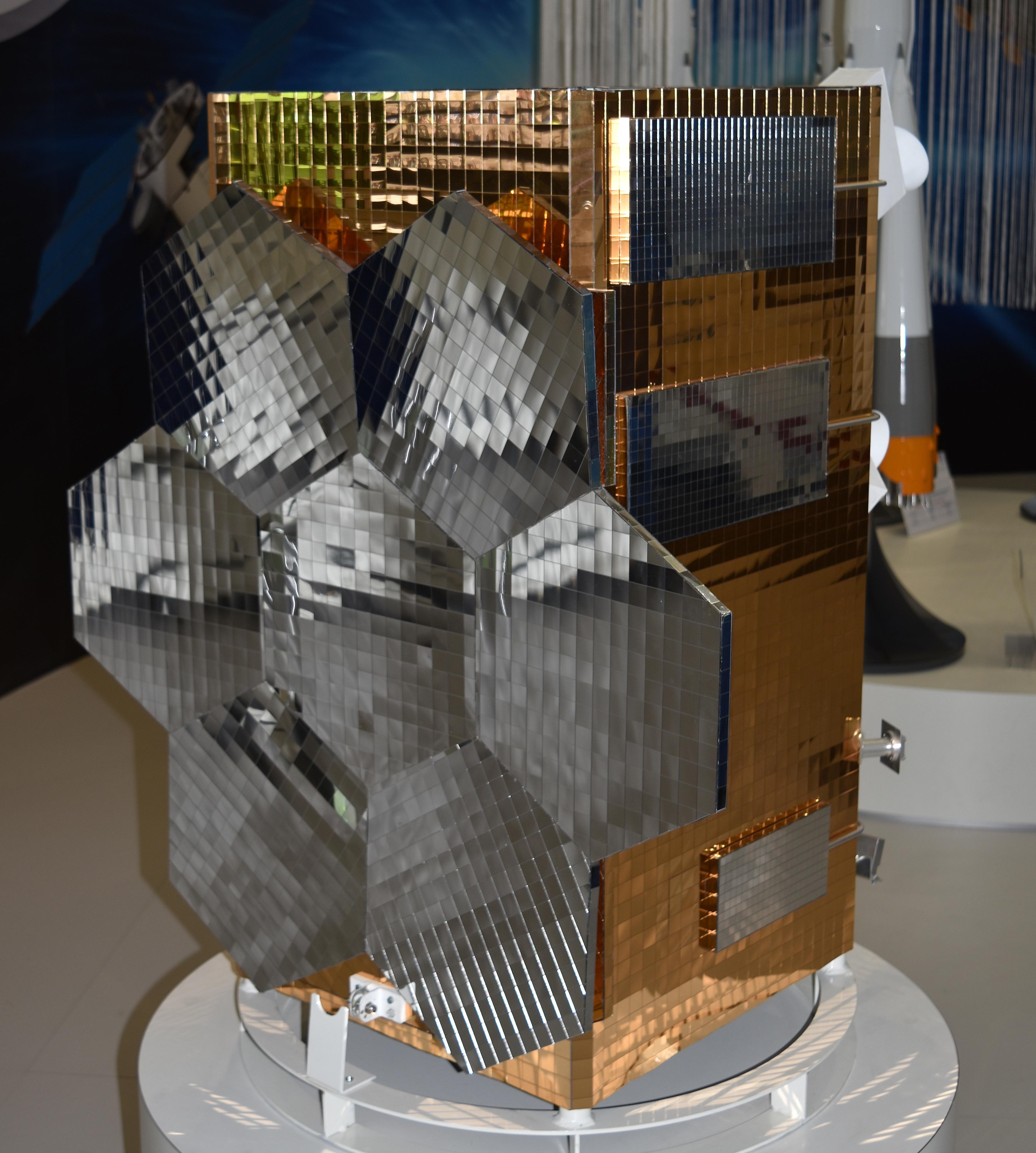
Maqueta del satèl·lit Mikhaïl Lomonóssov.

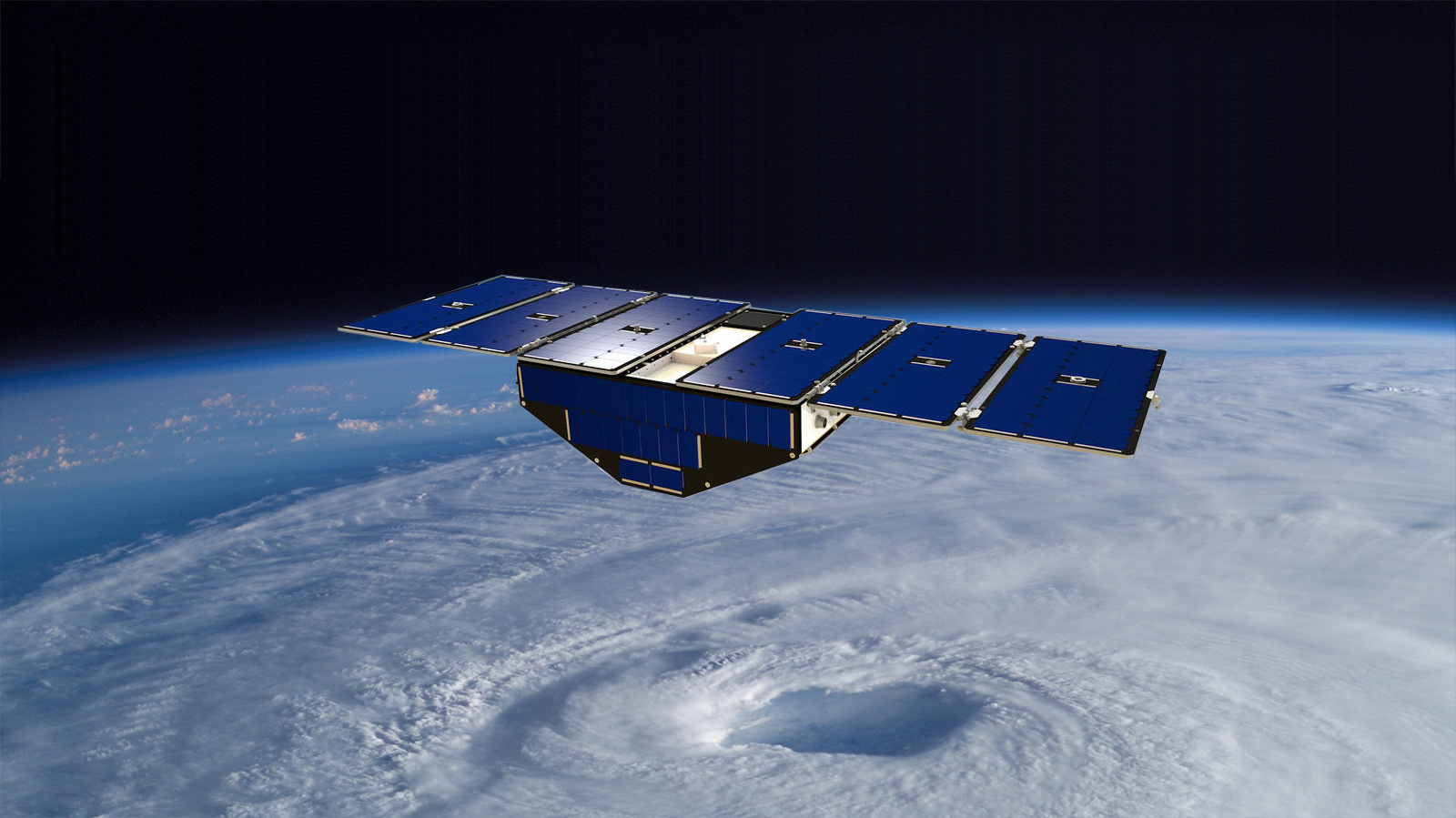
Visió artística d'un dels satèl·lits CYGNSS.

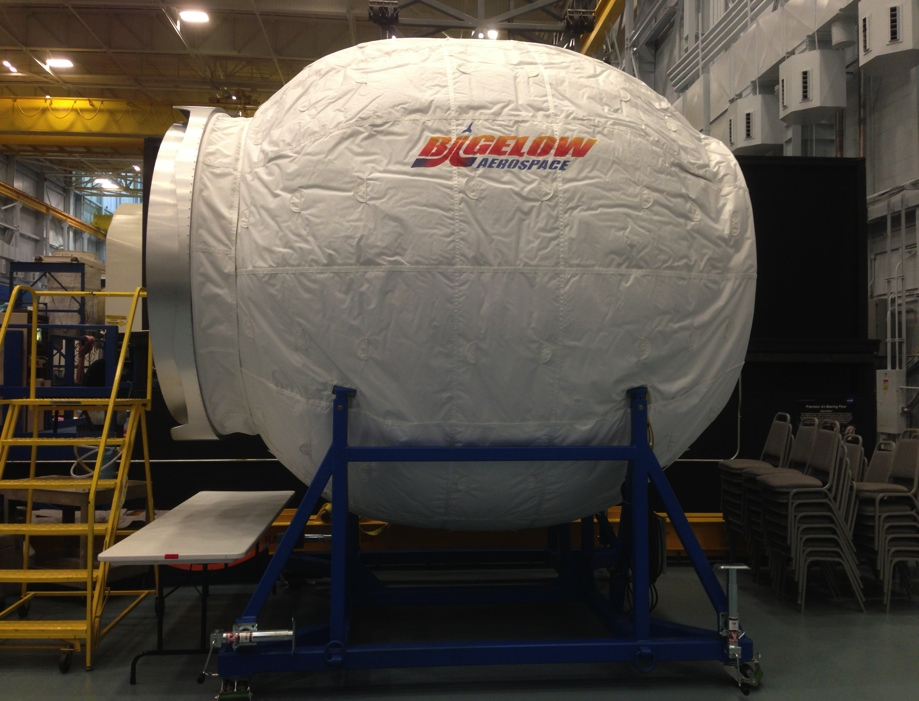
Maqueta del mòdul experimental BEAM el qual es va acoblar a l'Estació Espacial Internacional el 2016.

#### Astronomia
L'agència espacial japonesa JAXA va llançar a principis d'any ASTRO-H, un telescopi espacial de raigs X especialment potent. Com a resultat d'errors en la programació de la fase de desplegament, el satèl·lit es va desintegrar en òrbita.

#### Interaccions entre el sol i l'atmosfera de la Terra
A principis d'any, Rússia va llançar el satèl·lit Mikhaïl Lomonóssov dedicat a l'estudi dels diferents tipus de radiació que incideix sobre l'atmosfera de la Terra: els raigs còsmics d'origen galàctic, extra galàctic o solar, raigs gamma produïts especialment per esclats de raigs gamma, partícules dels cinturons de radiació terrestres i la radiació generada pels processos interns de l'atmosfera. El satèl·lit japonès ERG va estudiar el cicle de vida dels electrons relativistes (electrons accelerats a una velocitat propera a la velocitat de la llum) a la regió de l'espai que envolta la Terra limitada per la magnetopausa.

#### Observació terrestre
La NASA va llançar una constel·lació de 8 nano-satèl·lits Cyclone Global Navigation Satellite System de la NASA amb la missió de proporcionar sistemes de previsió meteorològica amb dades sobre l'aparició i evolució de ciclons tropicals usant una tècnica original que analitza la reflexió dels senyals GPS a la superfície de l'oceà.

#### Tecnologia
La Xina va llançar el 16 de d'agost el satèl·lit QUESS per posar a prova l'ús de teleportació quàntica en el camp de les telecomunicacions.

#### Aplicacions de satèl·lits
La NASA i el CNES van continuar el seu programa conjunt d'observació dels oceans amb el llançament a principis d'any de Jason-3. L'agència espacial europea per la seva banda, va seguir desplegant el seu sistema de navegació per satèl·lit Galileo que va ser declarat parcialment operatiu el desembre i el programa d'observació terrestre Copernicus amb el llançament de Sentinel-3A i Sentinel-1B.

#### Altres satèl·lits científics
Microscope és un satèl·lit francès que va permetre comprovar amb precisió sense precedents (10-15) el principi d'equivalència.

### Llançadors
El primer vol de dos coets xinesos esperats juguin un paper important en els futurs llançaments del país va tenir lloc el 2016. El llançador pesant Llarga Marxa 5 permetrà a la Xina posar en òrbita baixa terrestre càrregues de 25 tones mentre anteriorment estava limitat a 10 tones. Aquesta capacitat ha de permetre el llançament d'estacions i de sondes espacials pesants ja programats. El Llarga Marxa 7, de grandària intermèdia, va ser desenvolupat per reemplaçar la major part dels llançadors de la generació anterior.

## Llançaments orbitals
| ← Gen · Feb · Mar · Abr · Mai · Jun · Jul · Aug · Set · Oct · Nov · Des → |

| ← Gen · Feb · Mar · Abr · Mai · Jun · Jul · Aug · Set · Oct · Nov · Des → |

| ← Gen · Feb · Mar · Abr · Mai · Jun · Jul · Aug · Set · Oct · Nov · Des → |

| ← Gen · Feb · Mar · Abr · Mai · Jun · Jul · Aug · Set · Oct · Nov · Des → |

| ← Gen · Feb · Mar · Abr · Mai · Jun · Jul · Aug · Set · Oct · Nov · Des → |

| ← Gen · Feb · Mar · Abr · Mai · Jun · Jul · Aug · Set · Oct · Nov · Des → |

| ← Gen · Feb · Mar · Abr · Mai · Jun · Jul · Aug · Set · Oct · Nov · Des → |

| ← Gen · Feb · Mar · Abr · Mai · Jun · Jul · Aug · Set · Oct · Nov · Des → |

| ← Gen · Feb · Mar · Abr · Mai · Jun · Jul · Aug · Set · Oct · Nov · Des → |

| ← Gen · Feb · Mar · Abr · Mai · Jun · Jul · Aug · Set · Oct · Nov · Des → |

| ← Gen · Feb · Mar · Abr · Mai · Jun · Jul · Aug · Set · Oct · Nov · Des → |

## Llançaments suborbitals
| Data i hora (UTC)    | Coet | Coet                                                     | Plataforma de llançament | Plataforma de llançament     | LSP                                | LSP                                |
| -------------------- | --- | -------------------------------------------------------- | ------------------------ | ---------------------------- | ---------------------------------- | ---------------------------------- |
| Data i hora (UTC)    | Càrrega útil | Operador                                                 | Òrbita                   | Funció                       | Deteriorament (UTC)                | Resultat                           |
| Data i hora (UTC)    | Comentaris |                                                          |                          |                              |                                    |                                    |
| 15 de gener 03:00:00 | S-310 | S-310                                                    |                          |                              | JAXA                               | JAXA                               |
| 15 de gener 03:00:00 | Japó | TPU / TU / TU / KU / JAXA                                | Suborbital               | Investigació ionosfèrica     | 15 de gener                        | Reeixit                            |
| 15 de gener 03:00:00 | Apogeu: 161 km |                                                          |                          |                              |                                    |                                    |
| 22 de gener          | New Shepard | New Shepard                                              |                          |                              | Blue Origin                        | Blue Origin                        |
| 22 de gener          | New Shepard crew capsule | Blue Origin                                              | Suborbital               | Prova de vol                 | 22 de gener                        | Reeixit                            |
| 22 de gener          | Apogeu: 101,7 km |                                                          |                          |                              |                                    |                                    |
| 23 de gener 08:30    | VSB-30 | VSB-30                                                   |                          |                              | EuroLaunch                         | EuroLaunch                         |
| 23 de gener 08:30    | / TEXUS-53 | DLR / ESA                                                | Suborbital               | Microgravidesa               | 23 de gener                        | Reeixit                            |
| 23 de gener 08:30    | Apogeu: 252 km |                                                          |                          |                              |                                    |                                    |
| 28 de gener          | SRALT? | SRALT?                                                   |                          |                              | MDA                                | MDA                                |
| 28 de gener          | | MDA                                                      | Suborbital               | Objectiu d'ABM               | 28 de gener                        | Reeixit                            |
| 28 de gener          | Apogeu: 300 km, Objectiu CTV-02+ |                                                          |                          |                              |                                    |                                    |
| 28 de gener          | Ground Based Interceptor | Ground Based Interceptor                                 |                          |                              | MDA                                | MDA                                |
| 28 de gener          | | MDA                                                      | Suborbital               | Prova d'ABM                  | 28 de gener                        | Reeixit                            |
| 28 de gener          | CTV-02+, vol de proves amb èxit, el vehicle caçador CE-II va realitzar maniobres per demostrar el rendiment dels propulsors alternatius de desviament. A l'entrar en fase terminal, el vehicle caçador va iniciar una seqüència d'enregistrament planificada per avaluar els propulsors alternatius de desviament fins que es va esgotar el combustible, el que impedeix intencionadament una intercepció. |                                                          |                          |                              |                                    |                                    |
| 2 de febrer 21:09    | VS-30 | VS-30                                                    |                          |                              | SSC                                | SSC                                |
| 2 de febrer 21:09    | SPIDER/LEEWAVES | SSC                                                      | Suborbital               | Tecnologia                   | 2 de febrer                        | Reeixit                            |
| 2 de febrer 21:09    | Apogeu: 138 km |                                                          |                          |                              |                                    |                                    |
| 21 de febrer 07:34   | LGM-30G Minuteman III | LGM-30G Minuteman III                                    | Vandenberg LF-09         | Vandenberg LF-09             | Forces Aèries dels Estats Units    | Forces Aèries dels Estats Units    |
| 21 de febrer 07:34   | | Forces Aèries dels Estats Units                          | Suborbital               | Vol de proves                | 21 de febrer                       | Reeixit                            |
| 21 de febrer 07:34   | GT217GM, Apogeu: 1300 km ? |                                                          |                          |                              |                                    |                                    |
| 22 de febrer 04:15   | Black Brant IX | Black Brant IX                                           |                          |                              | NASA                               | NASA                               |
| 22 de febrer 04:15   | CHESS-2 | LASP                                                     | Suborbital               | Astronomia                   | 22 de febrer                       | Reeixit                            |
| 22 de febrer 04:15   | Apogeu: 309 km |                                                          |                          |                              |                                    |                                    |
| 26 de febrer 07:01   | LGM-30G Minuteman III | LGM-30G Minuteman III                                    | Vandenberg LF-10         | Vandenberg LF-10             | Forces Aèries dels Estats Units    | Forces Aèries dels Estats Units    |
| 26 de febrer 07:01   | | Forces Aèries dels Estats Units                          | Suborbital               | Vol de proves                | 26 de febrer                       | Reeixit                            |
| 26 de febrer 07:01   | GT218GM, Apogeu: 1300 km ? |                                                          |                          |                              |                                    |                                    |
| 1 de març 14:50      | Terrier Malemute | Terrier Malemute                                         |                          |                              | NASA                               | NASA                               |
| 1 de març 14:50      | MUSIC | West Virginia University                                 | Suborbital               | Experiments tecnològics      | 1 de març                          | Reeixit                            |
| 1 de març 14:50      | Apogeu: ~185 quilòmetres |                                                          |                          |                              |                                    |                                    |
| 7 de març 12:05      | Terrier Orion | Terrier Orion                                            |                          |                              | NASA                               | NASA                               |
| 7 de març 12:05      | SOAREX-9 | NASA Ames                                                | Suborbital               | Experiment tecnològic        | 7 de març                          | Reeixit                            |
| 7 de març 12:05      | RadPC | Montana State University                                 | Suborbital               | Experiment tecnològic        | 7 de març                          | Reeixit                            |
| 7 de març 12:05      | VIP | Controlled Dynamics                                      | Suborbital               | Experiment tecnològic        | 7 de març                          | Reeixit                            |
| 7 de març 12:05      | Apogeu: ~159 quilòmetres |                                                          |                          |                              |                                    |                                    |
| 14 de març           | UGM-133 Trident II D5 | UGM-133 Trident II D5                                    |                          |                              | Marina dels Estats Units d'Amèrica | Marina dels Estats Units d'Amèrica |
| 14 de març           | | Marina dels Estats Units d'Amèrica                       | Suborbital               | Prova de míssil              | 14 de març                         | Reeixit                            |
| 14 de març           | Seguiment del Commander's Evaluation Test 52 |                                                          |                          |                              |                                    |                                    |
| 15 de març           | UGM-133 Trident II D5 | UGM-133 Trident II D5                                    |                          |                              | Marina dels Estats Units d'Amèrica | Marina dels Estats Units d'Amèrica |
| 15 de març           | | Marina dels Estats Units d'Amèrica                       | Suborbital               | Prova de míssil              | 15 de març                         | Reeixit                            |
| 15 de març           | Seguiment del Commander's Evaluation Test 52 |                                                          |                          |                              |                                    |                                    |
| 16 de març           | UGM-133 Trident II D5 | UGM-133 Trident II D5                                    |                          |                              | Marina dels Estats Units d'Amèrica | Marina dels Estats Units d'Amèrica |
| 16 de març           | | Marina dels Estats Units d'Amèrica                       | Suborbital               | Prova de míssil              | 16 de març                         | Reeixit                            |
| 16 de març           | Seguiment del Commander's Evaluation Test 52 |                                                          |                          |                              |                                    |                                    |
| 2 d'abril 15:18      | New Shepard | New Shepard                                              |                          |                              | Blue Origin                        | Blue Origin                        |
| 2 d'abril 15:18      | Càpsula tripulada New Shepard | Blue Origin                                              | Suborbital               | Prova de vol                 | 2 d'abril                          | Reeixit                            |
| 2 d'abril 15:18      | BORE | Southwest Research Institute                             | Suborbital               | Experiment de microgravidesa | 2 d'abril                          | Reeixit                            |
| 2 d'abril 15:18      | COLLIDE | University of Central Florida                            | Suborbital               | Experiment de microgravidesa | 2 d'abril                          | Reeixit                            |
| 2 d'abril 15:18      | Apogeu: 103,8 quilòmetres. Tercera aterratge de l'impulsador del mateix coet amb èxit. |                                                          |                          |                              |                                    |                                    |
| 26 d'abril 17:00     | Tianying 3F | Tianying 3F                                              |                          |                              | CNSA                               | CNSA                               |
| 26 d'abril 17:00     | Kunpeng-1B | CSSAR                                                    | Suborbital               | Control de l'entorn          | 26 d'abril                         | Reeixit                            |
| 26 d'abril 17:00     | Apogeu: 316 km |                                                          |                          |                              |                                    |                                    |
| 18 de maig 00:45     | VS-30/Improved Orion | VS-30/Improved Orion                                     |                          |                              | DSTO                               | DSTO                               |
| 18 de maig 00:45     | HiFire-5B | DSTO                                                     | Suborbital               | Tecnologia                   | 18 de maig                         | Reeixit                            |
| 18 de maig 00:45     | Apogeu: 278 km |                                                          |                          |                              |                                    |                                    |
| 18 de maig 07:02     | MRBM-T3 | MRBM-T3                                                  |                          |                              | MDA                                | MDA                                |
| 18 de maig 07:02     | | MDA                                                      | Suborbital               | Objectiu de radar            | 18 de maig                         | Reeixit                            |
| 18 de maig 07:02     | Objectiu de míssil balístic de rang mitjà, objectiu de radar Aegis FTX-21, Apogeu: 300 km? |                                                          |                          |                              |                                    |                                    |
| 25 de maig           | RIM-161 Standard Missile 3-IB | RIM-161 Standard Missile 3-IB                            |                          |                              | Marina dels Estats Units d'Amèrica | Marina dels Estats Units d'Amèrica |
| 25 de maig           | | Marina dels Estats Units d'Amèrica                       | Suborbital               | Prova de vol                 | 25 de maig                         | Reeixit                            |
| 25 de maig           | Apogeu: 100 km? |                                                          |                          |                              |                                    |                                    |
| 26 de maig           | RIM-161 Standard Missile 3-IB | RIM-161 Standard Missile 3-IB                            |                          |                              | Marina dels Estats Units d'Amèrica | Marina dels Estats Units d'Amèrica |
| 26 de maig           | | Marina dels Estats Units d'Amèrica                       | Suborbital               | Prova de vol                 | 26 de maig                         | Reeixit                            |
| 26 de maig           | Apogeu: 100 km? |                                                          |                          |                              |                                    |                                    |
| 1 de juny 19:00      | Black Brant IX | Black Brant IX                                           |                          |                              | NASA                               | NASA                               |
| 1 de juny 19:00      | EVE | CU Boulder                                               | Suborbital               | Calibratge del SDO           | 1 de juny                          | Reeixit                            |
| 1 de juny 19:00      | Apogeu: 290 km |                                                          |                          |                              |                                    |                                    |
| 19 de juny 14:35     | New Shepard | New Shepard                                              |                          |                              | Blue Origin                        | Blue Origin                        |
| 19 de juny 14:35     | Càpsula tripulada New Shepard | Blue Origin                                              | Suborbital               | Prova de vol                 | 19 de juny                         | Reeixit                            |
| 19 de juny 14:35     | Capillary Flow Experiment | Purdue University School of Aeronautics and Astronautics | Suborbital               | Experiment de microgravidesa | 19 de juny                         | Reeixit                            |
| 19 de juny 14:35     | EITIC | Louisiana State University                               | Suborbital               | Experiment de microgravidesa | 19 de juny                         | Reeixit                            |
| 19 de juny 14:35     | MEDEA | Universitat de Tecnologia de Braunschweig                | Suborbital               | Experiment de microgravidesa | 19 de juny                         | Reeixit                            |
| 19 de juny 14:35     | Apogeu: 101 quilòmetres. Quart aterratge de l'impulsador del mateix coet amb èxit. |                                                          |                          |                              |                                    |                                    |
| 24 de juny 10:06     | Terrier Improved Orion | Terrier Improved Orion                                   |                          |                              | NASA                               | NASA                               |
| 24 de juny 10:06     | RockOn/RockSat-C | CU Boulder                                               | Suborbital               | Experiments estudiantils     | 24 de juny                         | Reeixit                            |
| 24 de juny 10:06     | Apogeu: 119 km |                                                          |                          |                              |                                    |                                    |
| 30 de juny 09:43     | Improved Malemute | Improved Malemute                                        |                          |                              | Andøya                             | Andøya                             |
| 30 de juny 09:43     | MaxiDusty 1 | Oslo/Andøya                                              | Suborbital               | Ciència atmosfèrica          | 30 de juny                         | Reeixit                            |
| 30 de juny 09:43     | Apogeu: 115 km |                                                          |                          |                              |                                    |                                    |
| 1 de juliol 07:18    | M51 | M51                                                      |                          |                              | DGA/Marine nationale               | DGA/Marine nationale               |
| 1 de juliol 07:18    | | DGA/Marine nationale                                     | Suborbital               | Prova de vol                 | 1 de juliol                        | Reeixit                            |
| 1 de juliol 07:18    | Apogeu: 1000 km? |                                                          |                          |                              |                                    |                                    |
| 8 de juliol 13:01    | Improved Malemute | Improved Malemute                                        |                          |                              | Andøya                             | Andøya                             |
| 8 de juliol 13:01    | MaxiDusty 1b | Oslo/Andøya                                              | Suborbital               | Ciència atmosfèrica          | 8 de juliol                        | Reeixit                            |
| 8 de juliol 13:01    | Apogeu: 117 km |                                                          |                          |                              |                                    |                                    |
| 19 de juliol 04:05   | Terrier Improved Orion | Terrier Improved Orion                                   |                          |                              | DLR                                | DLR                                |
| 19 de juliol 04:05   | ROTEX-T | DLR                                                      | Suborbital               | Tecnologia                   | 19 de juliol                       | Reeixit                            |
| 19 de juliol 04:05   | Apogeu: 182 km |                                                          |                          |                              |                                    |                                    |
| 27 de juliol 18:26   | Black Brant IX | Black Brant IX                                           |                          |                              | NASA                               | NASA                               |
| 27 de juliol 18:26   | Hi-C | NASA/MSFC                                                | Suborbital               | Investigació solar           | 27 de juliol                       | Error de la nau espacial           |
| 27 de juliol 18:26   | Apogeu: 250 km |                                                          |                          |                              |                                    |                                    |
| 17 d'agost 11:33     | Terrier-Improved Malemute | Terrier-Improved Malemute                                |                          |                              | NASA                               | NASA                               |
| 17 d'agost 11:33     | Rocksat-X | University of Colorado Boulder                           | Suborbital               | Investigació estudiantil     | 17 d'agost                         | Reeixit                            |
| 17 d'agost 11:33     | Apogeu: 153 km |                                                          |                          |                              |                                    |                                    |
| 25 d'agost           | RS-24 Yars? | RS-24 Yars?                                              |                          |                              | RVSN                               | RVSN                               |
| 25 d'agost           | | RVSN                                                     | Suborbital               | Prova de míssil              | 25 d'agost                         | Error de llançament                |
| 31 d'agost           | UGM-133 Trident II D5 | UGM-133 Trident II D5                                    |                          |                              | Marina dels Estats Units d'Amèrica | Marina dels Estats Units d'Amèrica |
| 31 d'agost           | | Marina dels Estats Units d'Amèrica                       | Suborbital               | Prova de míssil              | 31 d'agost                         | Reeixit                            |
| 5 de setembre 09:10  | LGM-30G Minuteman III | LGM-30G Minuteman III                                    | Vandenberg LF-04         | Vandenberg LF-04             | Forces Aèries dels Estats Units    | Forces Aèries dels Estats Units    |
| 5 de setembre 09:10  | | Forces Aèries dels Estats Units                          | Suborbital               | Vol de proves                | 5 de setembre                      | Reeixit                            |
| 5 de setembre 09:10  | GT219GM, Apogeu: 1300 km ? |                                                          |                          |                              |                                    |                                    |
| 9 de setembre        | RS-12M Topol | RS-12M Topol                                             |                          |                              | RVSN                               | RVSN                               |
| 9 de setembre        | | RVSN                                                     | Suborbital               | Prova de míssil              | 9 de setembre                      | Reeixit                            |
| 27 de setembre       | RSM-56 Bulava | RSM-56 Bulava                                            |                          |                              | VMF                                | VMF                                |
| 27 de setembre       | | VMF                                                      | Suborbital               | Prova de míssil              | 27 de setembre                     | Reeixit                            |
| 27 de setembre       | RSM-56 Bulava | RSM-56 Bulava                                            |                          |                              | VMF                                | VMF                                |
| 27 de setembre       | | VMF                                                      | Suborbital               | Prova de míssil              | 27 de setembre                     | Error de llançament?               |
| 27 de setembre       | El segon míssil es va autodestruir "després de completar la primera fase del vol", possiblement intencional. Sembla ser una pràctica normal en els llançaments de fora de perill. El míssil probablement va portar maquetes en lloc d'etapes superiors i ogives funcionals per estalviar diners. |                                                          |                          |                              |                                    |                                    |
| 5 d'octubre 15:37    | New Shepard | New Shepard                                              |                          |                              | Blue Origin                        | Blue Origin                        |
| 5 d'octubre 15:37    | Càpsula tripulada New Shepard | Blue Origin                                              | Suborbital               | Prova de vol                 | 5 d'octubre                        | Reeixit                            |
| 5 d'octubre 15:37    | Vol de prova d'escapament de 45 segons després del llançament. L'impulsador inesperadament va sobreviure i va arribar a un apogeu de 93,7 km abans de completar el seu cinquè aterratge reeixit. |                                                          |                          |                              |                                    |                                    |
| 12 d'octubre         | R-29R Volna | R-29R Volna                                              |                          |                              | VMF                                | VMF                                |
| 12 d'octubre         | | VMF                                                      | Suborbital               | Prova de míssil              | 12 d'octubre                       | Reeixit                            |
| 12 d'octubre         | R-29RMU Sineva | R-29RMU Sineva                                           |                          |                              | VMF                                | VMF                                |
| 12 d'octubre         | | VMF                                                      | Suborbital               | Prova de míssil              | 12 d'octubre                       | Reeixit                            |
| 12 d'octubre         | RS-12M Topol | RS-12M Topol                                             |                          |                              | RVSN                               | RVSN                               |
| 12 d'octubre         | | RVSN                                                     | Suborbital               | Prova de míssil              | 12 d'octubre                       | Reeixit                            |

## Encontres espacials
| Data (UTC)     | Nau espacial                     | Esdeveniment                          | Comentaris |
| -------------- | -------------------------------- | ------------------------------------- | --- |
| 14 de gener    | Mars Express                     | Sobrevol de Fobos                     | Màxim acostament: 53 km |
| 15 de gener    | Cassini                          | 116è sobrevol de Tità                 | Màxim acostament: 3817 km |
| 31 de gener    | Cassini                          | 117è sobrevol de Tità                 | Màxim acostament: 1400 km |
| 16 de febrer   | Cassini                          | 118è sobrevol de Tità                 | Màxim acostament: 1018 km |
| 4 d'abril      | Cassini                          | 119è sobrevol de Tità                 | Màxim acostament: 990 quilòmetres |
| 6 de maig      | Cassini                          | 120è sobrevol de Tità                 | Màxim acostament: 971 km |
| 7 de juny      | Cassini                          | 121è sobrevol de Tità                 | Màxim acostament: 975 km |
| 4 de juliol    | Juno                             | Inserció orbital jovicèntrica.        | Primera sonda joviana propulsada per energia solar (2n orbitador) |
| 4 de juliol    | Mars Express                     | Sobrevol de Fobos                     | Màxim acostament: 350 km |
| 25 de juliol   | Cassini                          | 122è sobrevol de Tità                 | Màxim acostament: 976 km |
| 10 d'agost     | Cassini                          | 123è sobrevol de Tità                 | Màxim acostament: 1599 km |
| 27 d'agost     | Juno                             | 1r perijove de Júpiter                | Màxim acostament: 2600 km |
| 26 de setembre | Cassini                          | 124è sobrevol de Tità                 | Màxim acostament: 1737 km |
| 30 de setembre | Rosetta                          | Aterratge a 67P/Churyumov–Gerasimenko | La sonda va ser programada per desactivar els seus motors i transmissions de ràdio després de l'aterratge. |
| 19 d'octubre   | Trace Gas Orbiter (ExoMars 2016) | Injecció en òrbita areocèntrica       | |
| 19 d'octubre   | Schiaparelli (ExoMars 2016)      | Aterratge a Mart, Meridiani Planum    | La sonda va entrar intacta en l'atmosfera marciana, però es va perdre el contacte 50 segons abans de l'aterratge. Posteriorment, la Mars Reconnaissance Orbiter (MRO) de la NASA va identificar la zona de l'impacte de Schiaparelli, i va confirmar la pèrdua de l'aterrador. |
| 19 d'octubre   | Juno                             | 2n perijove de Júpiter                | Maniobra de reducció del període originalment planejat, però es va retardar a causa de problemes de les vàlvules. |
| 13 de novembre | Cassini                          | 125è sobrevol de Tità                 | Màxim acostament: 1582 km |
| 16 de novembre | Mars Express                     | Sobrevol de Fobos                     | Màxim acostament: 127 km |
| 29 de novembre | Cassini                          | 126è sobrevol de Tità                 | Màxim acostament: 3223 km |
| 11 de desembre | Juno                             | 3r perijove de Júpiter                | |

## Activitats extravehiculars (EVAs)
| Inici Data/Hora     | Duració           | Hora fi | Nau espacial           | Tripulació                         | Comentaris |
| ------------------- | ----------------- | ------- | ---------------------- | ---------------------------------- | --- |
| 15 de gener 13:48   | 4 hores 43 minuts | 18:31   | Expedició 46 ISS Quest | - Timothy Kopra - Tim Peake        | Es va substituir un regulador de voltatge que va fallar, que va tancar un dels vuit canals d'energia de l'estació al novembre de 2015. Es va realitzar l'encaminament de cables en suport de la instal·lació del International Docking Adaptor. L'EVA va finir dues hores abans a causa d'una fuita d'aigua al casc de Kopra, però la tasca principal es va acabar. |
| 3 de febrer 12:55   | 4 hores 45 minuts | 17:40   | Expedició 46 ISS Pirs  | - Yuri Malenchenko - Sergey Volkov | Es va desplegar una unitat flash commemorativa, es van prendre mostres de l' exterior del mòdul, es van instal·lar passamans per fer servir en futurs EVAs, es va recuperar un experiment d'astrobiologia, es va desplegar un experiment de ciència dels materials, i es va provar una eina per aplicar revestiments exteriors al mòdul. |
| 19 d'agost 12:04    | 5 hores 58 minuts | 18:02   | Expedició 48 ISS Quest | - Jeff Williams - Kate Rubins      | Els astronautes van instal·lar l'International Docking Adapter (IDA) que va ser lliurat pel Dragon CRS-9, que permet a naus espacials tripulades comercials acoblar-se a l'estació. El primer IDA va acoblar-se al port davanter de l'Harmony, sobre l'existent Pressurized Mating Adapter (PMA). L'EVA va finalitzar després de completar l'objectiu principal, sense completar els objectius secundaris, a causa d'un mal funcionament de l'auricular dret de Jeff Williams. |
| 1 de setembre 11:53 | 6 hores 48 minuts | 18:41   | Expedició 48 ISS Quest | - Jeff Williams - Kate Rubins      | La tripulació va retreure un radiador tèrmic, que és de reserva i, a continuació, va instal·lar el primer parell de càmeres d'alta definició per supervisar el trànsit al voltant de l'estació. Llavors es van realitzar algunes operacions de manteniment. |

## Incidents de deixalles espacials
| Data/Hora (UTC)  | Objecte font       | Tipus d'esdeveniment    | Parts seguides | Comentaris |
| ---------------- | ------------------ | ----------------------- | -------------- | --- |
| 26 de març 01:42 | Hitomi             | Ruptura del satèl·lit   | 10             | JAXA va perdre la comunicació amb el telescopi acabat de llançar durant la fase de posada en marxa abans d'hora. Mentrestant, JspOC va observar 5 de 10 peces de deixalles divergent des del satèl·lit, una d'ells comparablement dimensionat a la nau espacial principal segons la signatura radar. Hitomi va entrar en una caiguda i va enviar comunicacions curtes i intermitents. En data de 18 d'abril de 2016, la investigació sobre la causa de l'incident estava en curs. La col·lisió amb deixalles espacials es va descartar. Múltiples problemes en el sistema de control d'actitud de la nau van resultar en una velocitat de rotació excessiva i la desintegració d'elements estructuralment febles. Una de les càrregues útils secundàries que viatjava amb el Hitomi va ser ChubuSat-3, un microsatèl·lit dedicat a la vigilància dels efectes de l'escalfament global i de les deixalles espacials. |
| 1 de juny 09:20  | SL-12 R/B (#33473) | Ruptura de l'impulsador | 20+            | Un motor de buit, part d'un coet rus Proton-M que va ser llançat el desembre de 2008, va explotar per raons desconegudes. |

## Estadístiques de llançaments orbitals

### Per país
A l'efecte d'aquesta secció, el recompte anual de llançaments orbitals per país assigna a cada vol al país d'origen del coet, no al proveïdor de serveis de llançament o el port espacial. Per exemple, els llançaments Soiuz per Arianespace a Kourou es comptabilitzen a Rússia, perquè Soiuz-2 és un coet rus.
| País | País            | Llançaments | Reeixits | Fracassos | Errors parcials | Comentaris                                      |
| ---- | --------------- | ----------- | -------- | --------- | --------------- | ----------------------------------------------- |
|      | R.P. de la Xina | 22          | 20       | 1         | 1               |                                                 |
|      | Unió Europea    | 9           | 9        | 0         | 0               |                                                 |
|      | Índia           | 7           | 7        | 0         | 0               |                                                 |
|      | Israel          | 1           | 1        | 0         | 0               |                                                 |
|      | Japó            | 4           | 4        | 0         | 0               |                                                 |
|      | Corea del Nord  | 1           | 1        | 0         | 0               |                                                 |
|      | Rússia          | 19          | 18       | 1         | 0               | Inclou 2 llançaments Soiuz des de Kourou        |
|      | Estats Units    | 22          | 22       | 0         | 0               | +1 fracàs de pre-llançament (Amos 6 / Falcon 9) |
| Món  | Món             | 85          | 82       | 2         | 1               |                                                 |

### Per coet

#### Per família
| Família          | País            | Llançaments | Reeixits | Fracassos | Errors parcials | Comentaris                 |
| ---------------- | --------------- | ----------- | -------- | --------- | --------------- | -------------------------- |
| Antares          | Estats Units    | 1           | 1        | 0         | 0               |                            |
| Ariane           | Unió Europea    | 7           | 7        | 0         | 0               |                            |
| Atlas            | Estats Units    | 8           | 8        | 0         | 0               |                            |
| Delta            | Estats Units    | 4           | 4        | 0         | 0               |                            |
| Epsilon          | Japó            | 1           | 1        | 0         | 0               |                            |
| Falcon           | Estats Units    | 8           | 8        | 0         | 0               | 1 Fracàs de pre-llançament |
| H-II             | Japó            | 3           | 3        | 0         | 0               |                            |
| Llarga Marxa     | R.P. de la Xina | 22          | 20       | 1         | 1               |                            |
| Pegasus          | Estats Units    | 1           | 1        | 0         | 0               |                            |
| R-7              | Rússia          | 14          | 13       | 1         | 0               |                            |
| SLV              | Índia           | 7           | 7        | 0         | 0               |                            |
| Shavit           | Israel          | 1           | 1        | 0         | 0               |                            |
| Unha             | Corea del Nord  | 1           | 1        | 0         | 0               |                            |
| Universal Rocket | Rússia          | 5           | 5        | 0         | 0               |                            |
| Vega             | Unió Europea    | 2           | 2        | 0         | 0               |                            |

#### Per tipus
| Coet            | País            | Família          | Llançaments | Reeixits | Fracassos | Fracassos parcials | Comentaris                 |
| --------------- | --------------- | ---------------- | ----------- | -------- | --------- | ------------------ | -------------------------- |
| Antares 200     | Estats Units    | Antares          | 1           | 1        | 0         | 0                  | Vol inaugural              |
| Ariane 5        | Unió Europea    | Ariane           | 7           | 7        | 0         | 0                  |                            |
| Atlas V         | Estats Units    | Atlas            | 8           | 8        | 0         | 0                  |                            |
| Delta IV        | Estats Units    | Delta            | 4           | 4        | 0         | 0                  |                            |
| Epsilon         | Japó            | Epsilon          | 1           | 1        | 0         | 0                  |                            |
| Falcon 9        | Estats Units    | Falcon           | 8           | 8        | 0         | 0                  | 1 Fracàs de pre-llançament |
| GSLV            | Índia           | SLV              | 1           | 1        | 0         | 0                  |                            |
| H-IIA           | Japó            | H-II             | 2           | 2        | 0         | 0                  |                            |
| H-IIB           | Japó            | H-II             | 1           | 1        | 0         | 0                  |                            |
| Llarga Marxa 2  | R.P. de la Xina | Llarga Marxa     | 8           | 7        | 0         | 1                  |                            |
| Llarga Marxa 3  | R.P. de la Xina | Llarga Marxa     | 7           | 7        | 0         | 0                  |                            |
| Llarga Marxa 4  | R.P. de la Xina | Llarga Marxa     | 4           | 3        | 1         | 0                  |                            |
| Llarga Marxa 5  | R.P. de la Xina | Llarga Marxa     | 1           | 1        | 0         | 0                  | Vol inaugural              |
| Llarga Marxa 7  | R.P. de la Xina | Llarga Marxa     | 1           | 1        | 0         | 0                  | Vol inaugural              |
| Llarga Marxa 11 | R.P. de la Xina | Llarga Marxa     | 1           | 1        | 0         | 0                  |                            |
| Pegasus XL      | Estats Units    | Pegasus          | 1           | 1        | 0         | 0                  |                            |
| Proton          | Rússia          | Universal Rocket | 3           | 3        | 0         | 0                  |                            |
| PSLV            | Índia           | SLV              | 6           | 6        | 0         | 0                  |                            |
| Shavit          | Israel          | Shavit           | 1           | 1        | 0         | 0                  |                            |
| Soiuz           | Rússia          | R-7              | 6           | 5        | 1         | 0                  |                            |
| Soiuz-2         | Rússia          | R-7              | 8           | 8        | 0         | 0                  |                            |
| Unha            | Corea del Nord  | Unha             | 1           | 1        | 0         | 0                  |                            |
| UR-100          | Rússia          | Universal Rocket | 2           | 2        | 0         | 0                  |                            |
| Vega            | Unió Europea    | Vega             | 2           | 2        | 0         | 0                  |                            |

#### Per configuració
| Coet                   | País            | Tipus          | Llançaments | Reeixits | Fracassos | Fracassos parcials | Comentaris                 |
| ---------------------- | --------------- | -------------- | ----------- | -------- | --------- | ------------------ | -------------------------- |
| Antares 230            | Estats Units    | Antares 200    | 1           | 1        | 0         | 0                  | Vol inaugural              |
| Ariane 5 ECA           | Unió Europea    | Ariane 5       | 6           | 6        | 0         | 0                  |                            |
| Ariane 5 ES            | Unió Europea    | Ariane 5       | 1           | 1        | 0         | 0                  |                            |
| Atlas V 401            | Estats Units    | Atlas V        | 3           | 3        | 0         | 0                  |                            |
| Atlas V 411            | Estats Units    | Atlas V        | 1           | 1        | 0         | 0                  |                            |
| Atlas V 421            | Estats Units    | Atlas V        | 1           | 1        | 0         | 0                  |                            |
| Atlas V 431            | Estats Units    | Atlas V        | 1           | 1        | 0         | 0                  |                            |
| Atlas V 541            | Estats Units    | Atlas V        | 1           | 1        | 0         | 0                  |                            |
| Atlas V 551            | Estats Units    | Atlas V        | 1           | 1        | 0         | 0                  |                            |
| Delta IV Medium+ (4,2) | Estats Units    | Delta IV       | 1           | 1        | 0         | 0                  |                            |
| Delta IV Medium+ (5,2) | Estats Units    | Delta IV       | 1           | 1        | 0         | 0                  |                            |
| Delta IV Medium+ (5,4) | Estats Units    | Delta IV       | 1           | 1        | 0         | 0                  |                            |
| Delta IV Heavy         | Estats Units    | Delta IV       | 1           | 1        | 0         | 0                  |                            |
| Epsilon                | Japó            | Epsilon        | 1           | 1        | 0         | 0                  |                            |
| Falcon 9 v1.1          | Estats Units    | Falcon 9       | 1           | 1        | 0         | 0                  | Vol final                  |
| Falcon 9 Full Thrust   | Estats Units    | Falcon 9       | 7           | 7        | 0         | 0                  | 1 Fracàs de pre-llançament |
| GSLV Mk II             | Índia           | GSLV           | 1           | 1        | 0         | 0                  |                            |
| H-IIA 202              | Japó            | H-IIA          | 2           | 2        | 0         | 0                  |                            |
| H-IIB                  | Japó            | H-IIB          | 1           | 1        | 0         | 0                  |                            |
| Llarga Marxa 2D        | R.P. de la Xina | Llarga Marxa 2 | 6           | 5        | 0         | 1                  |                            |
| Llarga Marxa 2F/G      | R.P. de la Xina | Llarga Marxa 2 | 2           | 2        | 0         | 0                  |                            |
| Llarga Marxa 3A        | R.P. de la Xina | Llarga Marxa 3 | 1           | 1        | 0         | 0                  |                            |
| Llarga Marxa 3B/E      | R.P. de la Xina | Llarga Marxa 3 | 3           | 3        | 0         | 0                  |                            |
| Llarga Marxa 3C        | R.P. de la Xina | Llarga Marxa 3 | 2           | 2        | 0         | 0                  |                            |
| Llarga Marxa 3C / YZ-1 | R.P. de la Xina | Llarga Marxa 3 | 1           | 1        | 0         | 0                  |                            |
| Llarga Marxa 4B        | R.P. de la Xina | Llarga Marxa 4 | 2           | 2        | 0         | 0                  |                            |
| Llarga Marxa 4C        | R.P. de la Xina | Llarga Marxa 4 | 2           | 1        | 1         | 0                  |                            |
| Llarga Marxa 5         | R.P. de la Xina | Llarga Marxa 5 | 1           | 1        | 0         | 0                  | Vol inaugural              |
| Llarga Marxa 7 / YZ-1A | R.P. de la Xina | Llarga Marxa 7 | 1           | 1        | 0         | 0                  | Vol inaugural              |
| Llarga Marxa 11        | R.P. de la Xina | Llarga Marxa   | 1           | 1        | 0         | 0                  |                            |
| Pegasus XL             | Estats Units    | Pegasus XL     | 1           | 1        | 0         | 0                  |                            |
| Proton-M / Briz-M      | Rússia          | Proton         | 3           | 3        | 0         | 0                  |                            |
| PSLV-G                 | Índia           | PSLV           | 1           | 1        | 0         | 0                  |                            |
| PSLV-XL                | Índia           | PSLV           | 5           | 5        | 0         | 0                  |                            |
| Rókot / Briz-KM        | Rússia          | UR-100         | 2           | 2        | 0         | 0                  |                            |
| Shavit-2               | Israel          | Shavit         | 1           | 1        | 0         | 0                  |                            |
| Soiuz 2.1a or STA      | Rússia          | Soiuz-2        | 2           | 2        | 0         | 0                  |                            |
| Soiuz 2.1a / Fregat    | Rússia          | Soiuz-2        | 1           | 1        | 0         | 0                  |                            |
| Soiuz 2.1a / Volga     | Rússia          | Soiuz-2        | 1           | 1        | 0         | 0                  | Vol inaugural              |
| Soiuz 2.1b o STB       | Rússia          | Soiuz-2        | 1           | 1        | 0         | 0                  |                            |
| Soiuz 2.1b / Fregat    | Rússia          | Soiuz-2        | 3           | 3        | 0         | 0                  |                            |
| Soiuz-FG               | Rússia          | Soiuz          | 4           | 4        | 0         | 0                  |                            |
| Soiuz-U                | Rússia          | Soiuz          | 2           | 1        | 1         | 0                  |                            |
| Unha                   | Corea del Nord  | Unha           | 1           | 1        | 0         | 0                  |                            |
| Vega                   | Unió Europea    | Vega           | 2           | 2        | 0         | 0                  |                            |

### Per zona de llançament
| Lloc           | País            | Llançaments | Reeixits | Fracassos | Fracassos parcials | Comentaris                 |
| -------------- | --------------- | ----------- | -------- | --------- | ------------------ | -------------------------- |
| Baikonur       | Kazakhstan      | 11          | 10       | 1         | 0                  |                            |
| Cape Canaveral | Estats Units    | 18          | 18       | 0         | 0                  | 1 Fracàs de pre-llançament |
| Jiuquan        | R.P. de la Xina | 9           | 9        | 0         | 0                  |                            |
| Kourou         | França          | 11          | 11       | 0         | 0                  |                            |
| MARS           | Estats Units    | 1           | 1        | 0         | 0                  |                            |
| Palmachim      | Israel          | 1           | 1        | 0         | 0                  |                            |
| Plessetsk      | Rússia          | 5           | 5        | 0         | 0                  |                            |
| Satish Dhawan  | Índia           | 7           | 7        | 0         | 0                  |                            |
| Sohae          | Corea del Nord  | 1           | 1        | 0         | 0                  |                            |
| Taiyuan        | R.P. de la Xina | 4           | 2        | 1         | 1                  |                            |
| Tanegashima    | Japó            | 3           | 3        | 0         | 0                  |                            |
| Uchinoura      | Japó            | 1           | 1        | 0         | 0                  |                            |
| Vandenberg     | Estats Units    | 3           | 3        | 0         | 0                  |                            |
| Vostochny      | Rússia          | 1           | 1        | 0         | 0                  | Primer llançament          |
| Wenchang       | R.P. de la Xina | 2           | 2        | 0         | 0                  | Primer llançament          |
| Xichang        | R.P. de la Xina | 7           | 7        | 0         | 0                  |                            |

### Per òrbita
| Règim orbital               | Llançaments | Assolits | No assolits | Assolits accidentalment | Comentaris                                          |
| --------------------------- | ----------- | -------- | ----------- | ----------------------- | --------------------------------------------------- |
| Transatmosfèric             | 0           | 0        | 0           | 0                       |                                                     |
| Terrestre Baixa             | 42          | 41       | 1           | 0                       | Incloent 10 a l'EEI (+1 fracassat), 1 al Tiangong-2 |
| Geosíncrona / transferència | 32          | 31       | 1           | 0                       |                                                     |
| Terrestre Mitjana           | 8           | 8        | 0           | 0                       |                                                     |
| Terrestre Alta              | 0           | 0        | 0           | 0                       |                                                     |
| Òrbita heliocèntrica        | 2           | 2        | 0           | 0                       | Incloent òrbites de transferència planetàries       |